# Pozuelo de Calatrava
Pozuelo de Calatrava település Spanyolországban, Ciudad Real tartományban. Pozuelo de Calatrava Almagro, Ciudad Real és Ballesteros de Calatrava községekkel határos. Lakosainak száma 3894 fő (2024).

## Népesség
A település népessége az elmúlt években az alábbi módon változott:
| Lakosok száma | 2576 | 2691 | 2750 | 2955 | 3204 | 3349 | 3362 | 3553 | 3623 | 3894 |
|               | 2001 | 2004 | 2006 | 2009 | 2011 | 2014 | 2016 | 2019 | 2021 | 2024 |